# Verlies (proces)
In machines komt een deel van de grondstoffen niet ten goede aan het te maken product; het verschil met het maximaal haalbare is verlies.
Bij het maken van producten is verlies te onderscheiden in twee soorten: het deel van het eindproduct dat niet geschikt is voor levering heet uitval, het deel van de (gedeeltelijk verwerkte) grondstoffen dat onbruikbaar achterblijft heet afval.